# Grön enbärfis
Grön enbärfis (Chlorochroa juniperina) är en insektsart som först beskrevs av Carl von Linné 1758.  Grön enbärfis ingår i släktet Chlorochroa, och familjen bärfisar. Arten är reproducerande i Sverige.